# Epirhyssa lepta
Epirhyssa lepta là một loài tò vò trong họ Ichneumonidae.